# Le Cercueil vivant
Pour plus de détails, voir Fiche technique et Distribution.
Le Cercueil vivant (titre original : The Oblong Box) est un film britannique de Gordon Hessler, sorti en 1969.

## Synopsis
Revenus d'un long séjour en Afrique, les frères Markham s'installent aux abords de Londres. Julian retrouve sa fiancée Elizabeth, mais Edward, à demi-fou et défiguré par des sorciers africains, reste enfermé dans les combles de la maison. Pour le délivrer, Trench, l'avocat de la famille, met au point un stratagème. Il s'agit de droguer Edward afin de le faire passer pour mort, et de venir l'exhumer après son enterrement. Mais c'était sans compter avec le docteur Neuhartt, qui dérobe les cadavres du cimetière pour pratiquer ses macabres expériences anatomiques...

## Fiche technique
- Titre original : The Oblong Box
- Titre français : Le Cercueil vivant
- Réalisation : Gordon Hessler
- Scénario : Lawrence Huntington et Christopher Wicking d'après la nouvelle La Caisse oblongue d'Edgar Allan Poe
- Producteur : Pat Green, Gordon Hessler et Louis M. Heyward
- Photographie : John Coquillon
- Musique : Harry Robinson
- Pays d'origine : Royaume-Uni
- Format : Couleurs - Son mono
- Genre : horreur
- Durée : 91 minutes
- Dates de sortie : 1969

## Distribution
- Vincent Price : Sir Julian Markham
- Christopher Lee : Dr. J. Neuhartt
- Rupert Davies : Joshua Kemp
- Uta Levka : Heidi
- Sally Geeson : Sally Baxter
- Alister Williamson : Sir Edward Markham
- Peter Arne : Samuel Trench
- Hilary Heath : Lady Elizabeth Markham
- Maxwell Shaw : Tom Hackett
- Carl Rigg : Mark Norton
- Harry Baird : N'Galo